# Dan Georgiádis
Yánnis « Dan » Georgiádis (grec moderne : Γιάννης «Νταν» Γεωργιάδης) est un ancien joueur puis entraîneur grec de football. Il a dirigé de nombreux clubs à travers le monde ainsi que plusieurs sélections nationales (Haïti, Pérou, Bolivie, Grèce et Venezuela).

## Palmarès
- Coupe de Grèce de football : 
  - Vainqueur en 1971 avec l'Olympiakos Le Pirée